# Château de Grune
Le château de Grune est un château situé dans le village belge de Grune faisant partie de la commune de Nassogne.